# Medefidrin
Medefidrin (aussi appelé Medefaidrin), ou Obɛri Ɔkaimɛ, est une langue artificielle et une écriture créées en tant que langue sacrée chrétienne par une congrégation de langue ibibio dans les années 1930 au Nigeria. Elle a ses racines dans la glossolalie (parler en langues).

## Historique
Les locuteurs considèrent Medefidrin comme l'esprit de la langue. Elle a été créée par deux dirigeants de l'église, Michael Ukpong et Akpan Akpan Udofia. Ils signalent que le Saint-Esprit révélait les mots de la langue à Ukpong, tandis que Udofia écrivait. À l'époque, la langue ibibio n'était pas une langue écrite, et Udofia créa une écriture pour écrire la langue medefidrin.
Après la finalisation de la langue en 1936, les membres de l'Église ont fondé une école dans laquelle les enfants étaient instruits en medefidrin. Cela n'a pas été toléré par le gouvernement colonial britannique, qui a fermé l'école la même année. Néanmoins, la langue continue d'être utilisée pour les activités de l'Église, y compris la liturgie et les chants, et pour les lettres et les contrats écrits entre les membres. La langue a cessé de l'utiliser, mais en 1986 Udofia a commencé à enseigner à nouveau dans l'église de l'école du dimanche dans Ididep. Des manuscrits anciens dans l’écriture sont en mauvais état, et au XXIe siècle il y a eu quelques efforts pour les préserver.
Dans la structure, la langue est en grande partie une relexification de l'anglais, bien que la sémantique soit plus proche de la langue maternelle de ses utilisateurs, la langue ibibio. Medefidrin est une langue accentuée plutôt qu’une langue tonale, même si cela peut être en train de changer sous l’influence de la langue ibibio. Il y a plusieurs groupes de consonnes qui n'existent pas en anglais. (La langue ibibio n’a pas de groupes de consonnes.) L'article défini est dei, et plusieurs prépositions allitèrent ou riment avec leurs équivalents anglais : su "to" fra "from", nai "by" kin "in". La plupart des mots, cependant, ne ressemblent à rien en anglais ou dans la langue ibibio, mais semblent avoir été créés en l'absence d'un système sous-jacent. La morphologie n'est pas très développée, mais quelques éléments ont été pris de l'anglais, comme le pluriel en -s (z?). Le vigésimal système de numérotation, cependant, et le calendrier, reflètent les coutunes de la langue ibibio. L'année civile contient seize mois de quatre semaines.
L’écriture a des capitales et des minuscules comme l’écriture latine, mais les lettres ont été recréées, et il n'y a pas de relation systématique entre l'image et le son. Il y a un nombre arbitraire de digrammes, dont la prononciation ne peut pas être déterminée à partir de leurs lettres, comme c’est le cas en anglais.

## Unicode
L’écriture medefidrin a été ajoutée au standard Unicode en juin 2018 avec la sortie de la version 11.0.